# JCVD (film)
Pour les articles homonymes, voir JCVD.
Pour plus de détails, voir Fiche technique et Distribution.
JCVD est un film franco-belgo-luxembourgeois réalisé par Mabrouk El Mechri sorti en 2008.

## Synopsis
Le célèbre Jean Claude Van Damme retourne dans son pays natal, la Belgique, confronté simultanément à des difficultés dans sa carrière d'acteur, à des problèmes fiscaux et à un procès pour la garde de sa fille (laquelle souffre des quolibets suscités par les frasques de son père et sa réputation ternie dans les médias). C'est alors qu'il se trouve par hasard victime d'une prise d'otages dans un bureau de poste à Schaerbeek (rue Van Schoor n° 61a). Aperçu de l'extérieur par un agent de police, l'acteur est par erreur pris pour l'auteur de la prise d'otages, entraînant très vite un emballement médiatique outrancier. D'abord contrariés par cette situation inattendue, menaçant de compromettre leur modeste casse, les trois malfrats décident d'en tirer parti, demandant par son intermédiaire une rançon beaucoup plus importante. L'un d'eux est un admirateur de Jean-Claude Van Damme, et tente d'établir avec l'acteur une relation de familiarité exaltée, à la fois autoritaire et puérile. Celui-ci fait alors l'expérience de la solitude, de la perte de contrôle, d'une angoisse bien plus réelle (dans le cadre de la mise en abîme du film) et pourtant bien moins spectaculaire que ce dont il est coutumier dans ses rôles d'action souvent très violents. Tandis que sont diffusées en boucle des séquences télévisées qui l'ont couvert de ridicule, une foule de fans effarés scande son nom, ses propres parents sont convoqués pour le supplier de se rendre, et son avocat, excédé par cette mauvaise publicité, déclare qu'il se dessaisit de toutes ses affaires. Il est alors, plus que jamais, face à lui-même et à son image médiatique, face à la vérité et à la facticité de son personnage.

## Analyse
Certains commentateurs ont interprété JCVD comme une métaphore de la vie intérieure de Jean-Claude Van Damme, voire comme une retranscription symbolique d’événements réels qu’il aurait vécus. Le film, sous les apparences d’un récit de braquage, adopterait ainsi une structure à double lecture, dans laquelle chaque scène renverrait de manière équivoque à des aspects de la biographie, de la souffrance ou du vécu intime de l’acteur. Le choix du titre, simplement JCVD, appuierait cette lecture : il ne s’agirait pas seulement d’un film avec Van Damme, mais d’un film sur Van Damme.
Cette dimension introspective culmine dans la célèbre scène où l’acteur brise le quatrième mur. Dans un long monologue face caméra, entre aveu, supplication et confession, Van Damme déclare notamment : « Voilà, ce film, c’est pour moi », ou encore « Ce n’est pas un film, c’est une réalité ». Ce passage, très commenté, a renforcé chez certains l’idée que le film pourrait refléter un état de détresse réel. Des spectateurs ont même suggéré que l’acteur aurait pu être, ou s’être senti, la cible de formes de harcèlement ou de persécution secrètes . D’autres y voient une confession à caractère spirituel, adressée à une instance supérieure – parfois interprétée comme Dieu – à qui il poserait la question douloureuse : « Pourquoi tu as fait cela ? ».
Ainsi, JCVD peut être lu non seulement comme un film de fiction, mais aussi comme une œuvre hybride, à la frontière du témoignage existentiel et de l’auto-analyse, où l'acteur, entre réalité et mise en scène, tente de réconcilier l’homme qu’il est avec l’image qu’il donne.

## Fiche technique
- Titre original : JCVD
- Réalisation : Mabrouk El Mechri
- Musique : Gast Waltzing
- Décors : André Fonsny
- Costumes : Uli Simon
- Montage : Kako Kleber
- SOFICA : Cofinova 5
- Société de distribution : Gaumont
- Format : couleur -2.35 : 1- son Dolby Digital
- Genre : Comédie dramatique
- budget 3 millions
- Langue : français, anglais
- Dates de sortie :   
  - France :  4 juin 2008
  - États-Unis : 7 novembre 2008 (sortie limitée)

## Distribution
- Jean-Claude Van Damme : lui-même
- François Damiens : le commissaire Bruges
- Zinedine Soualem : l'homme aux longs cheveux
- Karim Belkhadra : le vigile
- Jean-François Wolff : le trentenaire
- Anne Paulicevich : la guichetière
- Kim Hermans : le prisonnier
- Leslie Woodhall : le visiteur à la prison
- Paul Rockenbrod : Tobey Wood
- Bella Wajnberg : Dame poste de police
- Valérie Bodson : Veuve film Budapest
- Hervé Sogne : Lieutenant Smith
- Rock Chen : Réalisateur asiatique
- Huifang Wang : Traductrice asiatique
- John Flanders : Avocat ex-femme
- Renata Kamara : Juge tribunal Los Angeles
- Mourade Zeguendi : Client vidéo club
- Vincent Lecuyer : Vendeur vidéo club
- Sandra Zidani : Taxiwoman JCVD (créditée JENNY DE CHEZ "THE OLDIES")
- Patrick Steltzer : Policier 1
- Bernard Eylenbosch : Technicien Telecom
- Pascal Lefebvre : Képi 2
- Jacky Lambert : Képi 3
- Norbert Rutili : Perthier
- Olivier Bisback : Docteur GIGN - Eric
- Armelle Gysen : Journaliste 1
- Michel Bouis : Otage cigarette
- Raphaëlle Lubansu : Otage 1
- Claudio Dos Santos : Otage 2
- Hyppolyte Eloy : Fils guichetière
- Alan Rossett : Leon Bernstein
- Saskia Flanders : Fille JCVD
- Jesse Joe Walsh : Agent JCVD
- Jérôme Varanfrain : Képi poste de police
- Caroline Donnely : Journaliste 2
- Eric Boever : Journaliste 3
- Liliane Becker : Mère JCVD
- François Beukelaers : Père JCVD
- François de Brigode : Journaliste plateau télé
- Gregory Jones : Détenu
- Dean Gregory : Réalisateur film Tobey Wood
- Alice Hubball : Assistante Tobey Wood
- Steve Preston : Accessoiriste film JCVD
- Janine Horsburgh : Assistante JCVD
- Isabelle de Hertogh : Manager magasin de jouets
- Ingrid Heiderscheidt : Mère gamin magasin de jouets
- Fjoralba Cuni : Serveuse boîte de nuit
- Massimo Brancatelli : Gardien de prison (non crédité)
- Alan Delabie : Policier (non crédité)
- Virginie Hocq : Riveraine à Schaerbeek

## Réception

### Accueil critique
Lors de sa sortie en salles, les critiques ont été majoritairement positives pour JCVD, aussi bien en France, où il obtient une moyenne de 3,5⁄5 sur le site AlloCiné, pour 23 critiques, que dans les pays anglophones, où 83 % des 102 critiques collectés par le site Rotten Tomatoes sont favorables, pour une moyenne de 6,9⁄10, tandis que le site Metacritic lui attribue un score de 64⁄100, pour 25 critiques.
Les critiques louent le surprenant contre-emploi de Jean-Claude Van Damme qui dévoile des réelles qualités d'acteurs au lieu d'exhiber ses dons en arts martiaux. Ainsi, le journal new-yorkais Times a classé sa performance dans JCVD comme seconde meilleure de l'année après celle de Heath Ledger dans The Dark Knight . JCVD a reçu 7.2 en pondération des votes des membres sur le site Imdb et est le mieux noté de toute la filmographie de l'acteur.

### Box-office
Malgré un bon accueil critique, JCVD n'a pas rencontré de succès commercial, ne totalisant que 163 111 entrées en France. Il connaît une sortie limitée aux États-Unis, où il engrange 470,691 $, tandis qu'à l'international, il a rapporté 1 871 520 $, portant le total à 2 342 211 $.

## Autour du film
- Le film est en narration non linéaire, présentant notamment une scène temporelle subséquente avant la précédente. Jean-Claude Van Damme expose ultérieurement une réflexion sur l'arrivée dans la vie des réponses avant l'émergence des questions, au cours d'une séquence d'interrogation existentielle.
- L'apparence d’un des braqueurs rappelle celle de John Cazale dans Un après-midi de chien sorti en 1976.